# SFN Vechta
SFN Vechta (offiziell: Sport-Club Sportfreunde Niedersachsen Vechta e. V.) ist ein Sportverein in Vechta. Der Verein wurde am 22. April 1921 gegründet. Die erste Handballmannschaft der Frauen spielt seit 2016 in der 3. Liga. Neben Handball bietet der Verein auch die Sportarten Badminton, Fußball, Leichtathletik, Schwimmen, Wasserball, Turnen und Show-Akrobatik (Showgruppe In Motion) an.

## Geschichte
Die Wurzeln des SFN Vechta reichen durch den Beitritt des ältesten Vechtaer Sportvereins, den Vechtaer Turn-Verein von 1888, im Jahr 1923 viel weiter als in das offizielle Gründungsjahr 1921 zurück. Dem Beispiel des Vechtaer Turn-Vereins folgten im Laufe der Zeit noch zwei weitere Vereine. 1957 schlossen sich die Sportfreunde Hagen, ein reiner Fußballverein aus dem Süden der Stadt, und 2005 der Badmintonverein BC Antonianum Vechta dem SFN Vechta an. Beide Vereine trugen dazu bei, dass sich der SFN Vechta zum mitgliederstärksten Sportverein der Stadt entwickelt hat. Vorsitzender des SC Niedersachsen Vechta war von 1948 bis 1951 der Bürgermeister von Vechta Anton Cromme. 2013 verstarb der Ehrenvorsitzende, Bäckermeister Josef Grieshop, der dem SFN 1969 bis 1988 vorstand. Weitere langjährige Vorsitzende des SFN Vechta waren die Ehrenvorsitzenden August Börgerding (1962–1969) und Georg Hüsing (1988–1996). Seit dem 25. April 2006 steht dem SFN Vechta der Vechtaer Notar und Rechtsanwalt Boris Radau vor.

## Handball
| Saison  | Spielklasse          | Platz             | Sp                | S                 | U                 | V                 | Tore              | Diff.             | Punkte            |
| ------- | -------------------- | ----------------- | ----------------- | ----------------- | ----------------- | ----------------- | ----------------- | ----------------- | ----------------- |
| 2013/14 | Oberliga Nordsee     | 01                | 26                | 25                | 0                 | 01                | 884:635           | +249              | 50:02             |
| 2014/15 | 3. Liga Nord         | 13.               | 26                | 05                | 01                | 20                | 649:771           | −122              | 11:41             |
| 2015/16 | Oberliga Nordsee     | 01.               | 26                | 23                | 01                | 02                | 751:525           | +226              | 47:05             |
| 2016/17 | 3. Liga Nord         | 06.               | 22                | 09                | 05                | 08                | 548:556           | -008              | 23:21             |
| 2017/18 | 3. Liga West         | 10.               | 22                | 06                | 02                | 14                | 587:609           | -022              | 14:30             |
| 2018/19 | Oberliga Nordsee     | 01.               | 26                | 23                | 0                 | 03                | 807:587           | +220              | 46:06             |
| 2019/20 | 3. Liga West         | 09.               | 14                | 06                | 01                | 07                | 344:356           | -012              | 13:15             |
| 2020/21 | 3. Liga Nord-West    | Saison annulliert | Saison annulliert | Saison annulliert | Saison annulliert | Saison annulliert | Saison annulliert | Saison annulliert | Saison annulliert |
| 2021/22 | 3. Liga Staffel A    | 07.               | 20                | 07                | 04                | 09                | 526:539           | -013              | 18:22             |
| 2022/23 | 3. Liga Staffel Nord | 05.               | 20                | 11                | 01                | 08                | 605:538           | +067              | 23:17             |
| 2023/24 | 3. Liga Staffel N/W  | 10.               | 22                | 06                | 04                | 12                | 659:675           | −016              | 16:28             |
| 2024/25 | RL-Niedersachsen     | 1.                |                   |                   |                   |                   |                   |                   |                   |
| 2025/26 | 3. Liga Staffel Nord |                   |                   |                   |                   |                   |                   |                   |                   |

### Geschichte
Die Handballerinnen von SFN Vechta qualifizierten sich in der Saison 2009/10 erstmals für den DHB-Pokal der Frauen. In der ersten Runde unterlag die Mannschaft dem Regionalligisten TV Walsum-Aldenrade aus Duisburg mit 19:30. Im Ligaspielbetrieb spielten die SFN-Frauen I in der Oberliga Nordsee und wurden dort 2014, 2016 und 2019 Meister. Jeweils stieg die Mannschaft in die 3. Liga auf. In der Saison 2022/23 spielt die erste Damenmannschaft des SFN Vechta in der Staffel Nord.
Die zweite Damenmannschaft der Sportfreunde Niedersachsens spielt seit der Saison 2015/16 in der Landesklasse Weser-Ems Süd. Die erste Männermannschaft spielt seit der Saison 2016/17 in der Landesklasse Weser-Ems (Süd).

### Halle
Heimspielstätte war bis zum Ende der Saison 2016/17 die Sporthalle im Schulzentrum Nord am Lattweg in Vechta. Mit Beginn der Saison 2017/18 wechselte die Handballabteilung des SFN mit einem Großteil ihres Trainingsbetriebs und dem gesamten Punktspielbetrieb von der sog. „Halle Nord“ in die sog. „Sporthalle West“ der Christophorusschule an die Straße Vechtaer Marsch.

## Fußball

### Geschichte
Die Fußballer der Sportfreunde gehörten 1949 zu den Gründungsmitgliedern der Amateurliga Oldenburg/Hunte, aus der sie vier Jahre später absteigen mussten. 1955 gelang der Wiederaufstieg, bevor die Mannschaft 1960 den Meistertitel feiern konnte. In der Aufstiegsrunde scheiterten die Vechtaer jedoch an Stern Emden und Sparta Nordhorn. Nach dem Scheitern zerfiel die Erfolgsmannschaft und vier Jahre später ging es hinunter in die Bezirksliga Oldenburg/Huntegau. 1973 folgte der Abstieg in die Bezirksklasse, dem 1977 der Wiederaufstieg folgte. Gleich in der Aufstiegssaison wurden die Sportfreunde Vizemeister hinter Rot-Weiß Damme. 1979 gelang der Mannschaft der Aufstieg in die Bezirksoberliga Weser/Ems, wo die Sportfreunde auf Anhieb Dritte wurden. 1984 ging es jedoch wieder runter in die Bezirksliga, bevor die Mannschaft 1995 nach einer Ligareform hinunter in die Bezirksklasse mussten.
Vier Jahre später gelang der Wiederaufstieg, bevor die frühen 2000er Jahre einen sportlichen Absturz brachten. Mit nur einem Punkt mussten die Sportfreunde 2001 in die Bezirksklasse absteigen, wo die Mannschaft in der folgenden Saison in die Kreisliga durchgereicht wurde. In der Saison 2005/06 kehrten die Sportfreunde noch einmal in die Bezirksliga zurück, bevor die Mannschaft im 2008 mit dem Abstieg in die 1. Kreisklasse ihren sportlichen Tiefpunkt erreichte. Nach dem direkten Wiederaufstieg in der Saison 2009/10 als Meister der 1. Kreisklasse Vechta mussten die Sportfreunde fünf Jahre später in der Saison 2013/14 als Tabellenletzter mit nur drei Punkten Rückstand auf den rettenden 14. Tabellenplatz und einem für einen Absteiger guten Torverhältnis von 44:50 erneut in die 1. Kreisklasse Vechta absteigen. In der Folgesaison 2014/15 gelang in überlegener Manier mit 142:21 Toren und 81 Punkten erneut die Meisterschaft in der 1. Kreisklasse Vechta und die damit verbundene unmittelbare Rückkehr in die Kreisliga Vechta.
Zur Saison 2015/16 konnten die Sportfreunde den früheren Profi Paul Jaschke als Trainer gewinnen, der die Sportfreunde nach einer erfolgreichen Hinrunde als Aufsteiger auf den dritten Platz führte. In der Saison 2016/2017 schaffte die erste Mannschaft den zweiten Platz und konnte sich für das Entscheidungsspiel um den Aufstieg qualifizieren. Dieses gewann sie 1:0 gegen den Vizemeister der Kreisliga Cloppenburg, den SV Molbergen, auf neutralem Platz des TuS Emstekerfeld und stieg zur Saison 2017/18 nach elf Jahren auf Kreisebene wieder in die Bezirksliga Weser-Ems 4 auf. Im Sommer 2024 folgte dann der Aufstieg in die Landesliga Weser-Ems.

### Stadion
Heimspielstätte ist das Stadion am Bergkeller, welches 5000 Zuschauern Platz bietet. Es wird auf Naturrasen gespielt.

### Persönlichkeiten
- Alparslan Erdem
- Paul Jaschke
- Peter Remmert